# Moonloop
Moonloop es un EP de la banda británica de rock psicodélico y progresivo Porcupine Tree, lanzado poco antes de su tercer álbum de estudio, The Sky Moves Sideways. Se lanzó en CD en el Reino Unido a través de la discográfica Delerium Records.
El EP se lanzó a través de C+S Records en Estados Unidos bajo el título Stars Die y con una canción extra, "Always Never" extraído del álbum Up The Downstair. La edición en vinilo también contiene esta pista adicional.

## Lista de canciones

### CD Reino Unido- Delerium Records (DELEC CDS 032)
1. "Stars Die" – 4:57
2. "Moonloop" – 18:04

### CD y vinilo Estados Unidos
1. "Stars Die" – 4:57
2. "Moonloop" – 18:04
3. "Always Never" – 6:58

## Personal
- Steven Wilson - guitarra, voz, teclados, programación
- Richard Barbieri - teclados
- Colin Edwin - bajo
- Chris Maitland - batería
- Rick Edwards - percusión